# Priorij Notre-Dame de Gaussan
De Priorij Notre-Dame de Gaussan is een Franse benedictijnpriorij in Bizanet in het departement Aude, Languedoc-Roussillon.
Deze priorij werd in 1994 vanuit de Abdij Notre-Dame de Fontgombault gesticht en behoort tot de congregatie van Solesmes.
De monniken gebruiken de buitengewone vorm van de Romeinse ritus.